# 45. Breitengrad

Lage des 45. Breitengrads

Der 45. Breitengrad ist der Breitenkreis auf der Erdoberfläche, dessen geographische Breite das arithmetische Mittel zwischen dem Äquator (0 Grad) und dem Nord- beziehungsweise Südpol (90 Grad) ist.

## Geodäsie
Denkt man sich eine die Äquatorebene unter einem Winkel von 45° schneidende Gerade durch den Erdmittelpunkt, so ergibt sich der 45. Breitengrad in Form zweier Breitenkreise als Schnittkurve des durch Rotation dieser Gerade um die Erdachse erzeugten Doppelkegels mit der Erdoberfläche. Nach dem aktuellen internationalen, geodätischen Referenzsystem World Geodetic System 1984 (WGS 84) beträgt die Länge jeder dieser Kreislinien etwa 28.385 km.
Bedingt durch die Erdabplattung ist die Entfernung zum Äquator etwa 20 Kilometer geringer als zum Pol. Auf der Erdoberfläche liegt der Halbierungspunkt eines Viertelmeridians zwischen Pol und Äquator auf 45° 09′ geographischer Breite. Der lichte Tag dauert auf dem 45. Breitengrad am Tag der Sommersonnenwende 15 Stunden 37 Minuten und bei Wintersonnenwende 8 Stunden 46 Minuten.

## Geografische Besonderheiten
Auf der Nordhalbkugel der Erde trifft der 45. Breitengrad mehrheitlich auf Land, auf der Südhalbkugel überwiegend auf Wasser (95 %). In Nordamerika bildet der nördliche 45. Breitengrad die ursprünglich definierte Grenze zwischen der Provinz Québec in Kanada und dem Staat New York in den USA sowie zwischen den beiden US-amerikanischen Bundesstaaten Montana und Wyoming. Der Breitengrad sowie die Grenze zu Kanada verlaufen im Dorf Derby Line im Norden des Bundesstaates Vermont auch durch Gebäude wie beispielsweise das Haskell Free Library and Opera House. In Europa gilt der nördliche 45. Breitengrad im Allgemeinen als Nordgrenze von Südfrankreich. Nach den USA ist die Mongolei der Staat, den dieser Breitengrad mit einer Länge von 1590 km am zweitlängsten schneidet.
Der südliche 45. Breitengrad trifft auf Argentinien, Chile und Neuseeland, an Australien läuft er südlich vorbei. Über Wasser ist er die Mittellinie der sogenannten Roaring Forties (Brüllende Vierziger), der bei Klipperseglern berüchtigten, aber wegen des schnellen Vorwärtskommens beliebten Westwindzone mit langanhaltenden Stürmen und viel Regen.
In vielen Ländern wird mit Hinweisschildern am Straßenrand auf den 45. Breitengrad hingewiesen:

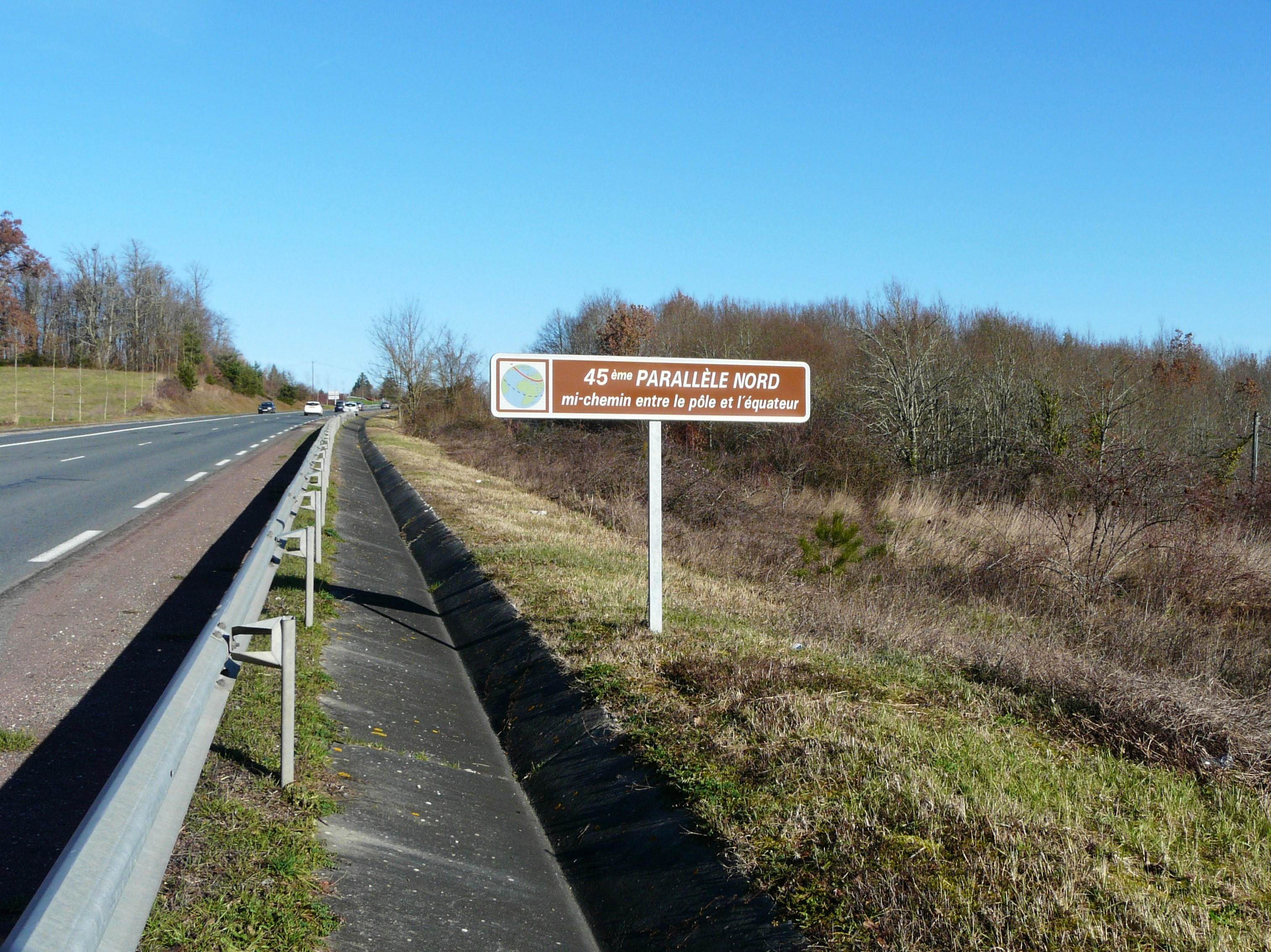
An der RN 21, Département Dordogne, Frankreich
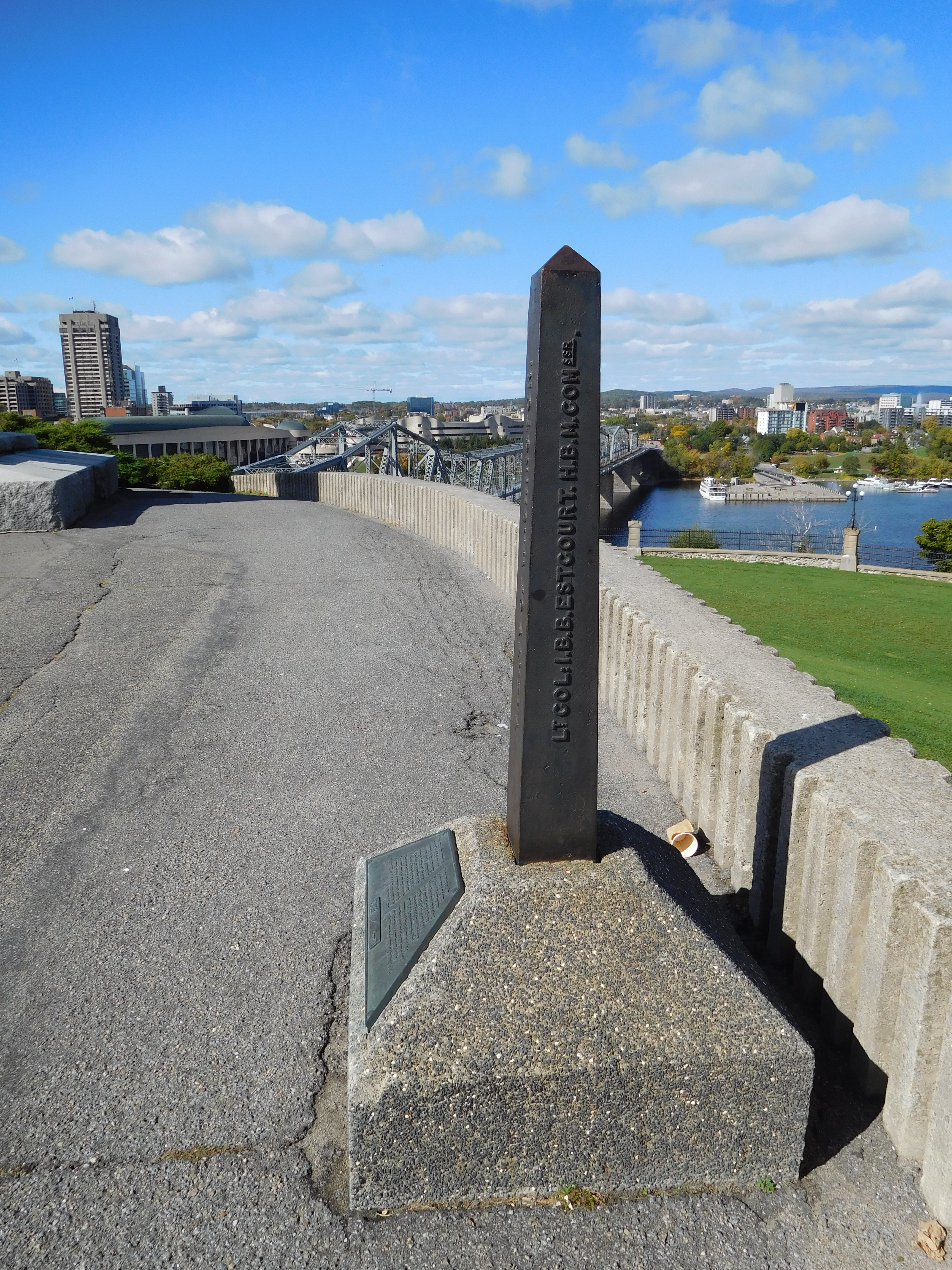
45th Parallel Monument (Kanada/USA)
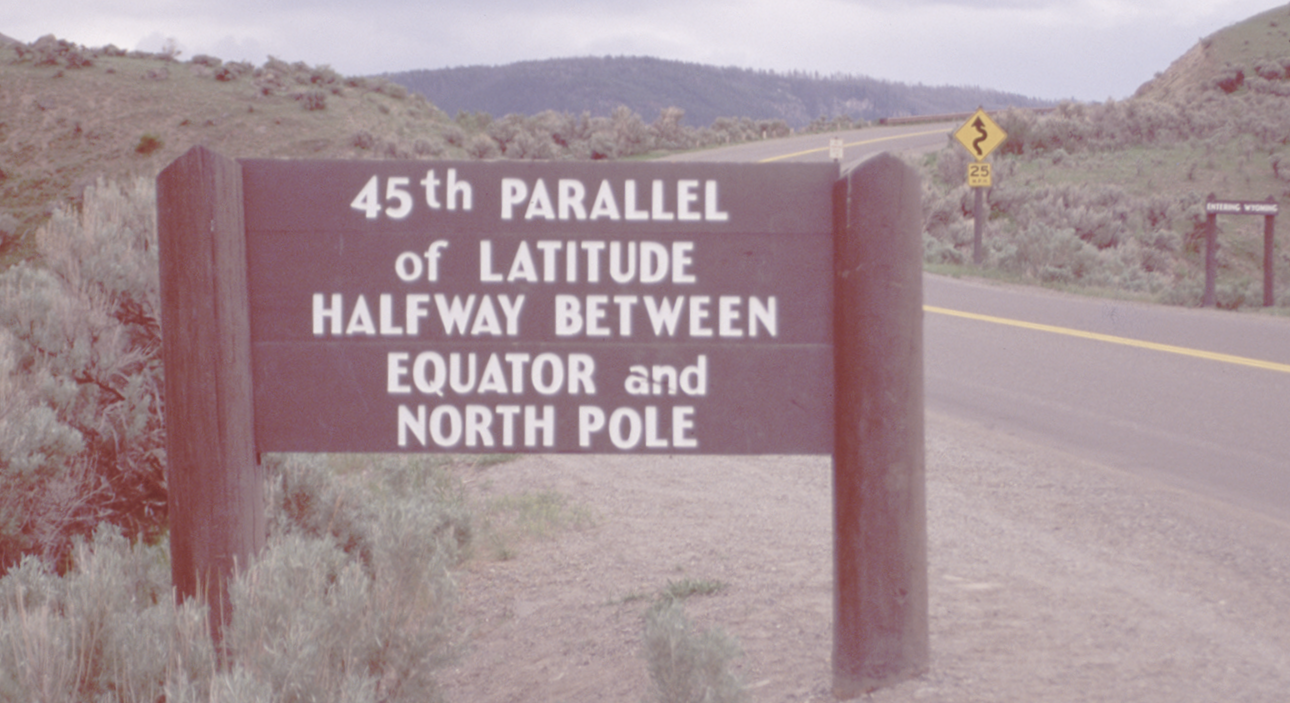
Hinweisschild: „45th Parallel of Latitude“ an der Grenze zwischen Montana und Wyoming
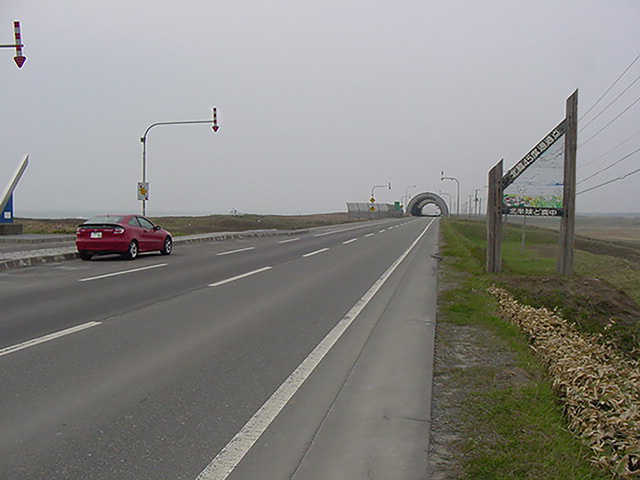
An der Provinzstraße 106 nördlich von Teshio/Hokkaidō, Japan
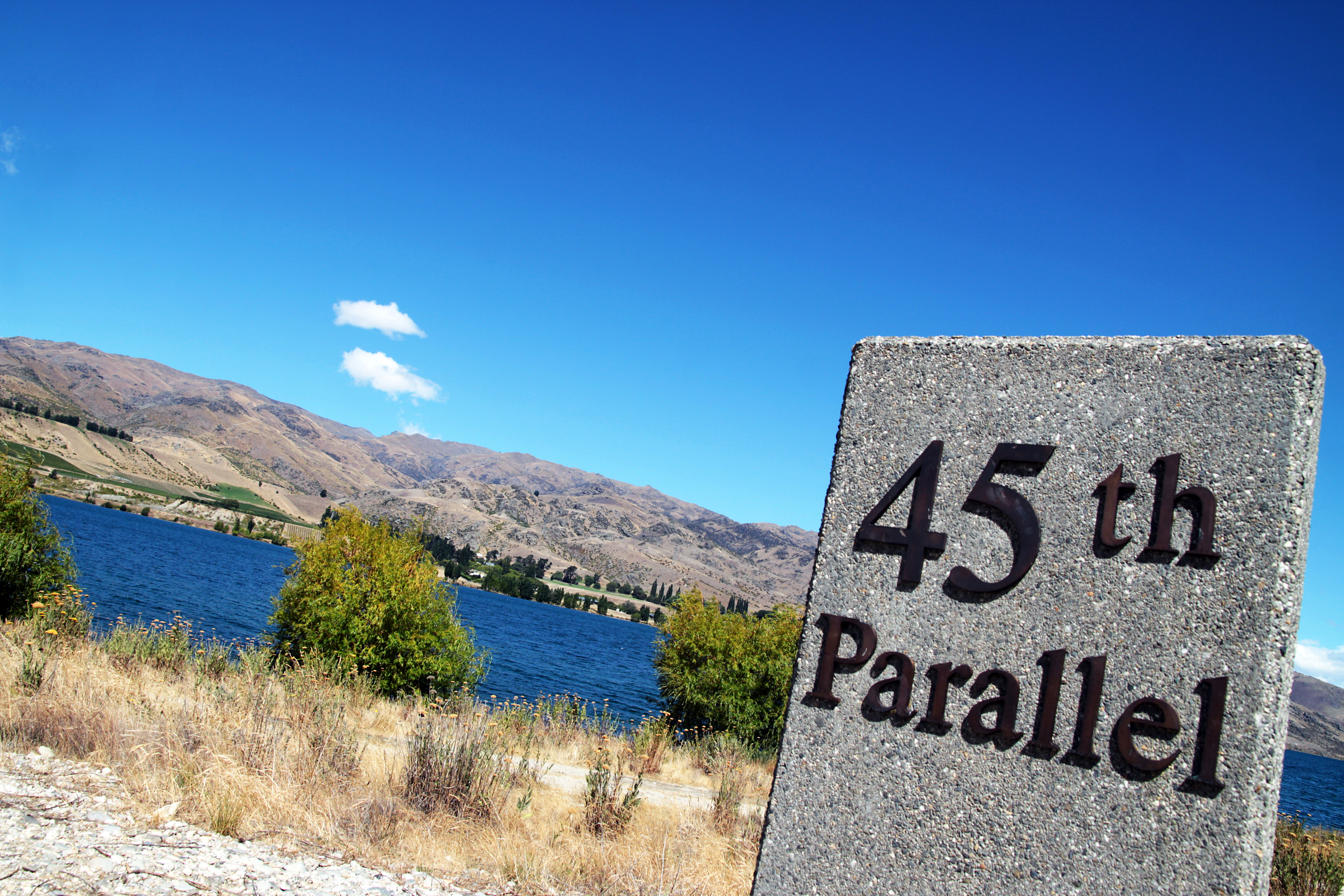
Am Frankton-Ladies Mile Highway zwischen Queenstown und Wanaka, Neuseeland